# Rullac-Saint-Cirq
Rullac-Saint-Cirq település Franciaországban, Aveyron megyében. Lakosainak száma 342 fő (2022. január 1.). Rullac-Saint-Cirq Cassagnes-Bégonhès, Centrès, Lédergues, Meljac, Saint-Just-sur-Viaur és La Selve községekkel határos.

## Népesség
A település népessége az elmúlt években az alábbi módon változott:
| Lakosok száma | 692  | 519  | 508  | 366  | 375  | 348  | 344  | 345  | 346  | 342  |
|               | 1968 | 1982 | 1990 | 2006 | 2013 | 2015 | 2017 | 2019 | 2020 | 2022 |